# Brynjúlfsson
Brynjúlfsson ist ein isländischer Name.

## Herkunft und Bedeutung
Der Name ist ein Patronym und bedeutet Sohn des Brynjúlfur. Die weibliche Entsprechung ist Brynjúlfsdóttir (Tochter des Brynjúlfur).

## Namensträger
- Gísli Brynjúlfsson (1827–1888), isländischer Schriftsteller
- Ólafur Brynjúlfsson, isländischer Geistlicher